# Itewe (Chunya)
Itewe ist ein Verwaltungsbezirk (Ward) des Distriktes Chunya in der tansanischen Region Mbeya.

## Geografie
Itewe liegt im Südwesten von Tansania. Der Bezirk hat eine Fläche von 22,82 Quadratkilometern und bei der Volkszählung 2022 lebten hier 11.385 Menschen in 3207 Haushalten.

## Gliederung
Der Bezirk besteht aus zwei Gemeinden (Mtaa) mit sechs Orten (Kitongoji):
| Sinjilili - Sinjilili A - Sinjilili B | Chunya Mjini - Chunya Mjini A - Chunya Mjini B - Chunya Mjini C - Chunya Mjini D |

## Wirtschaft und Infrastruktur
- Schlachthof: In Itewe befindet sich einer der drei Schlachthöfe des Distrikts Chunya.[7]
- Straße: Durch den Bezirk verläuft die Nationalstraße T8. Nach Mbeya im Süden ist sie asphaltiert, weiter nach Norden bis Singida ist sie ohne Belag.[8]
- Bildung: Die staatliche weiterbildende Schule in Itewe wurde 2007 eröffnet und bildet Jugendliche bis zur 4. Stufe aus.[9]
- Gesundheit: Die staatliche Apotheke in Soweto führt ambulante Dienste wie Malaria-Schnelldiagnose durch.[10] Die private Apotheke in Sinjilili bietet ambulante Dienste für Diabetesversorgung und -behandlung, Augenheilkunde, Malaria Diagnose, HIV-Vorsorge an und führt kleine chirurgische Eingriffe durch.[11]